# Egremni
Egremni nebo Egremnoi (řecky: Εγκρεμνή nebo Εγκρεμνοί) je odlehlá pláž na jihozápadním pobřeží jónského ostrova Lefkada v severozápadním Řecku. Po zavedení uzavřené silnice v polovině 90. let minulého století se tato odlehlá pláž stala jednou z předních turistických destinací na ostrově i v Evropě.
Po smrtícím zemětřesení, které postihlo ostrov v úterý 17. listopadu 2015 a přineslo smrt dvou žen, se celá krajina v oblasti výrazně změnila. Velká část oblasti, kde se lidé dříve opalovali a roztahovali své plážové ručníky, je nyní pokryta sutinami.
Pláž Egremnoi je podle Travel + Leisure jedním z „13 míst, kde je možné vidět nejmodřejší vodu na světě“.

## Fotogalerie

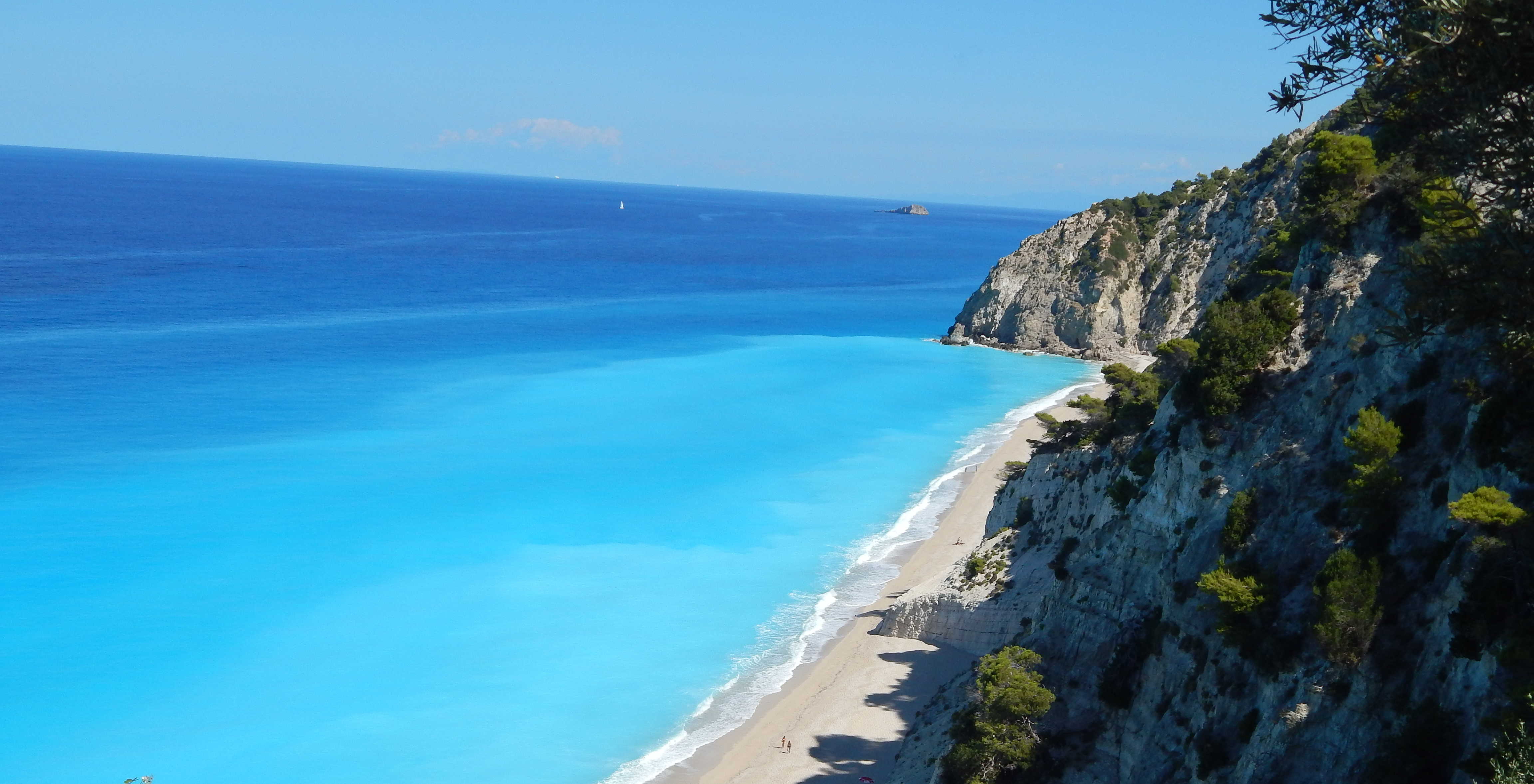
Pláž Egremni
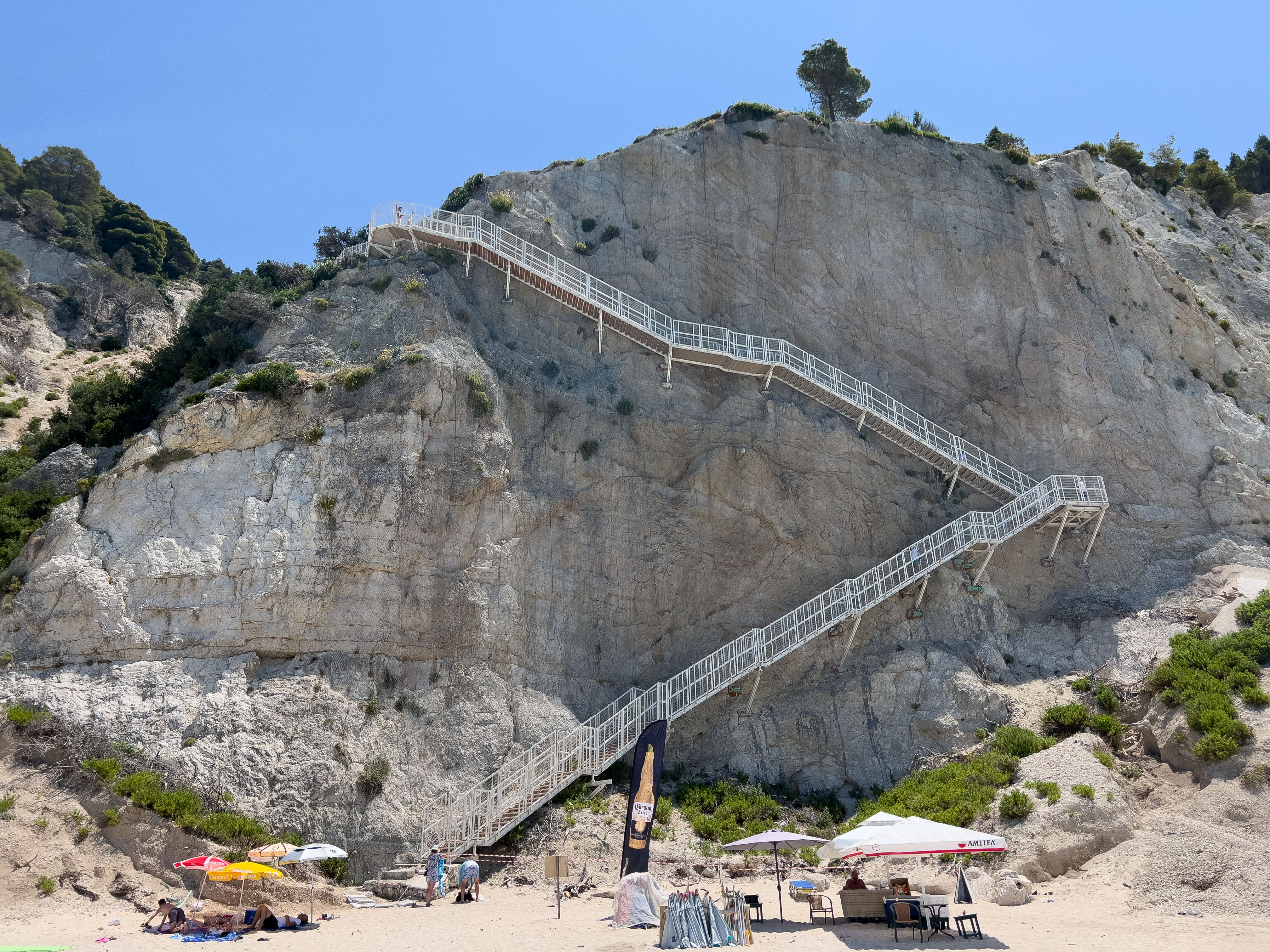
Přístup na pláž
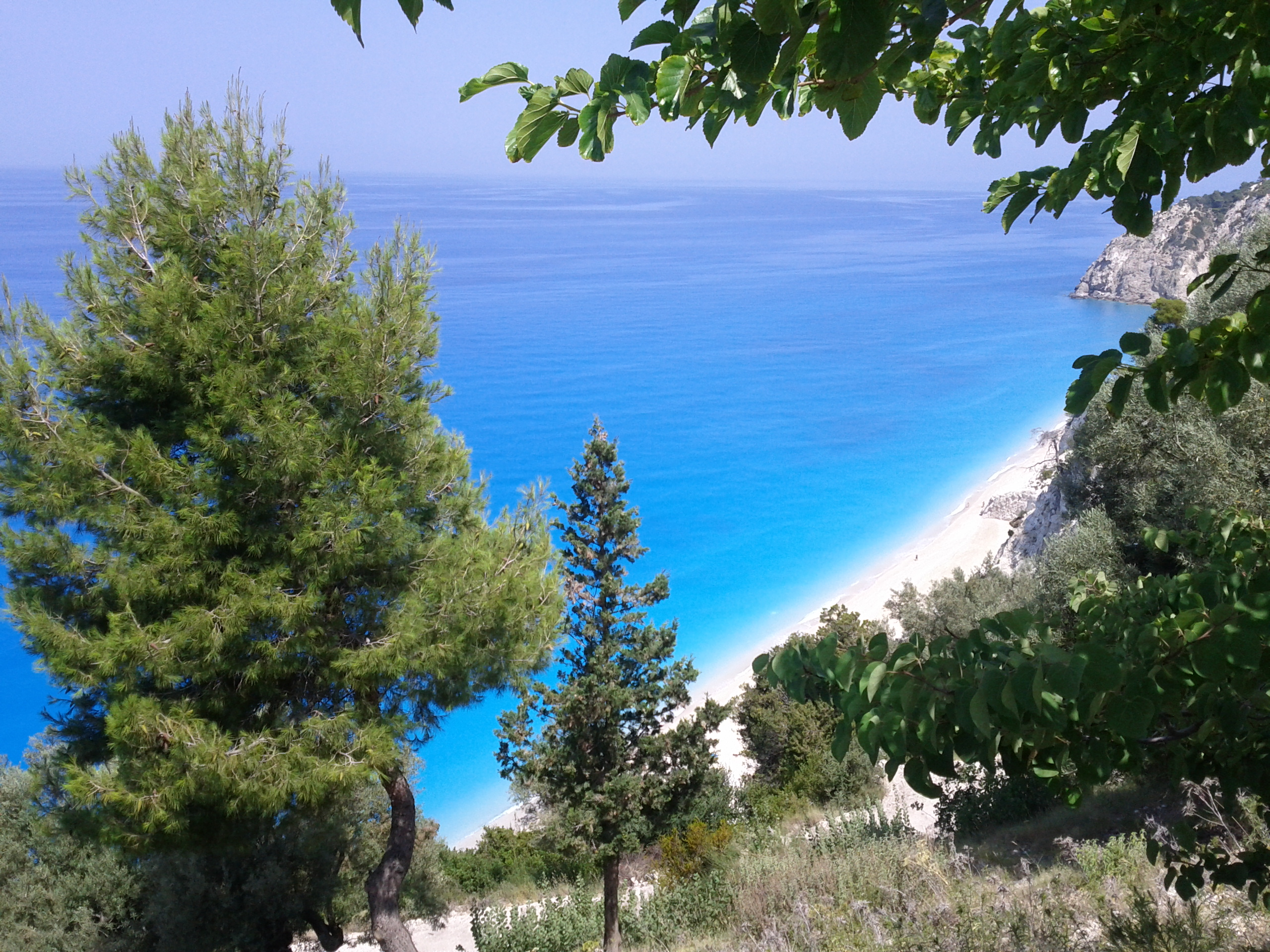
Pláž Egremni